# 康藏纠纷
康藏纠纷，也称康藏戰爭、青藏戰爭或青康藏戰事，国际上称为中藏战争（Sino–Tibetan War），指20世纪初西藏噶廈政府為了統治整個藏區而進攻康區（分屬川邊特別區、青海省）的事件。先后共有三次事件，最后在中國國民政府和英印政府的调解下平息。

## 背景
1912年，第十三世达赖喇嘛发布《告民众书》，向藏民宣布西藏完全自治。西藏噶廈政府本來宣布整个大西藏地区都是西藏噶廈政府的辖境，但当时康區和安多地区尚处于民国军阀川军和马家军的统治之下。
1914年，中华民国政府划定康定以西（包括金沙江以西的今昌都地区在内）为川边特别区，受四川省管制，这就引起噶廈政府的不满，幾年後的1917年以及1920年至1922年，噶廈的藏军进攻川边特别区，曾两次大规模地驱逐川军并占领川邊特别区的大部分地区，進而控制了金沙江以东的德格、甘孜等地。这两次分别被称为第一次康藏纠纷和第二次康藏纠纷。藏族传统意义上的康区大部分由西藏噶廈政府統治。与此同时，十三世达赖独揽大权，并对西藏的政治、经济、军事等进行改革。他与九世班禅之间的矛盾也越来越尖锐，九世班禅逃到了青海。
1918年的绒坝岔协定其中一条是“汉军退甘孜，兼守白利要隘，停战期间，不得过白利上前一步”。这一条使得白利成为四川军队驻扎西边的最前哨，白利与大金寺之间的地区处于川军的控制范围之外。“大白事件”发生后，刘文辉认为白利、大金寺皆在甘孜辖境，藏方认为应由达赖喇嘛處理。

## 過程
1930年6月，甘孜的大金寺与白利土司因争庙产发生纠纷，九世班禅暗中支持白利土司。白利土司在这次纠纷中处于下风，要求川军介入此事。刘文辉立即发兵攻占这个地区，但不久即被藏军驱回。第三次康藏纠纷（又称青藏战争）爆发。国民政府得知发生边境纠纷，派遣蒙藏委員會委員唐柯三與專門委員劉贊廷到甘孜调解。蒙藏委员会委员长马福祥與唐柯三同是穆斯林，马福祥电告唐柯三，要求唐尽量破坏和约，因为马认为南京的蒋介石存心利用这次事件。次年藏军多次攻打川军，但均受挫。

## 結果
1932年，藏军转而将矛头指向马家军控制的青海省，攻打玉树。马步芳电告刘文辉，要求联手防御藏军，得到了刘的同意。在马家军和川军的合作下，原屬川边特别区的石渠、德格等多个县被川軍收复，藏军退回金沙江西侧。马家军也收复了自从1919年以来被藏军占领的青海省边缘地区。不少藏军的将领被俘，这使十三世达赖大为震惊。十三世达赖电告英属印度殖民政府，要求在其斡旋下同南京国民政府和谈。在英属印度的斡旋下，1933年，马家军和川军停止了猛烈进攻，隨後南京国民政府与西藏噶廈政府达成了和解。

## 實際邊界的變遷

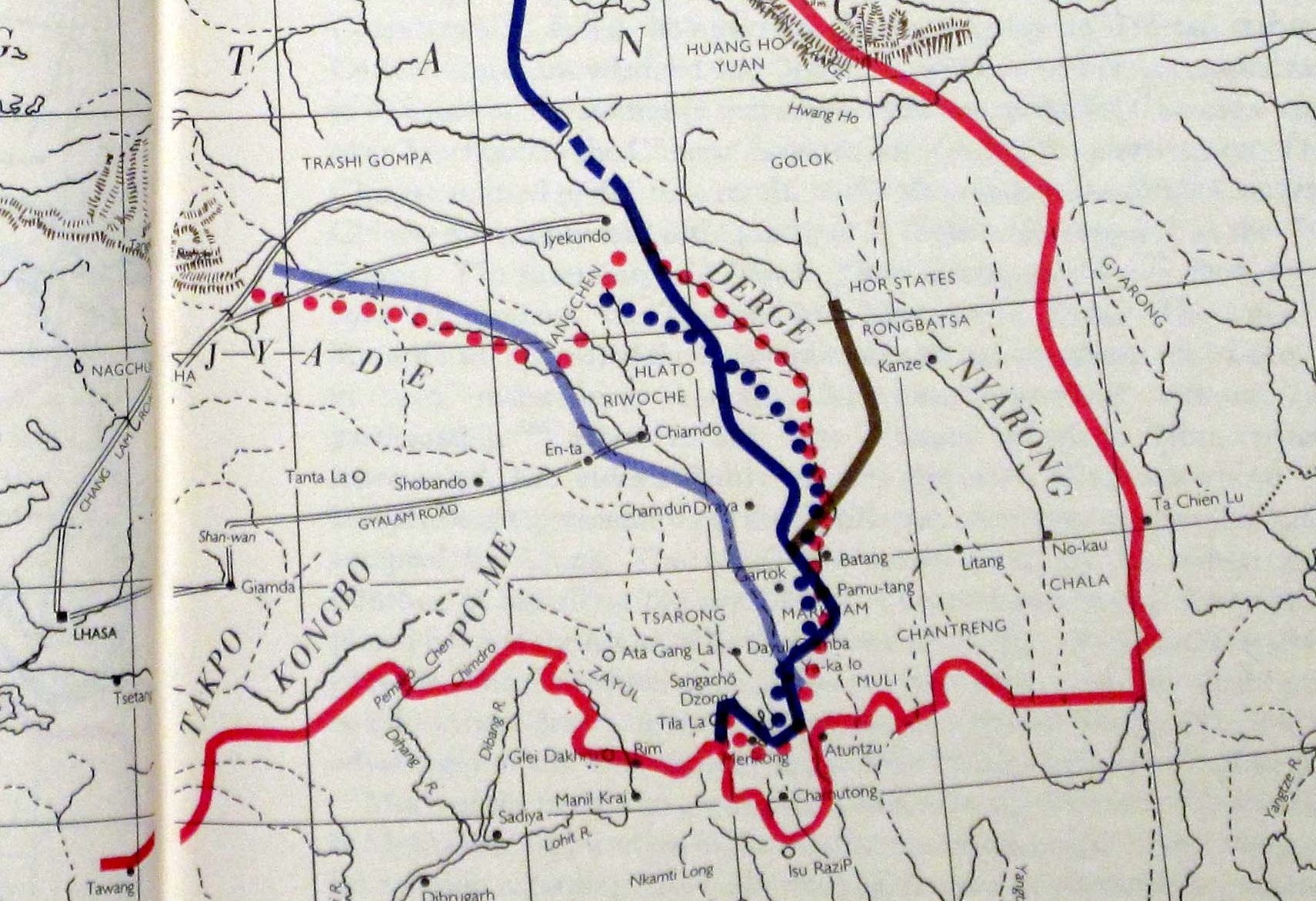
- 藍色虛線：1910年前的實際邊界。
- 淺藍色線：1912-1917年的實際邊界。
- 深棕色線：1918-1932年的實際邊界

第一次康藏糾紛後，雙方以川藏通道上的瓦合山（怒山山脈的一段）為停戰線。藏軍占有洛隆、桑昂、察隅一線以西之地；川軍駐守類烏齊、恩達、察雅、鹽井一線。
第二次康藏糾紛後，雙方于1918年10月17日在甘孜绒坝岔缔结停战协定，藏官管辖类乌齐、恩達、昌都、察雅、宁静、贡觉、武城、同普、邓柯、石渠、德格、白玉等县与该处以西之地方，邊界向东移动约400 mi（640 km），位於金沙江以東；甘孜、瞻化、巴安、鹽井一線以東屬於川邊。
第三次康藏糾紛後，雙方于1932年9月在崗拖簽定停战协定，以金沙江為界，直到1950年解放軍入藏。

## 外部連結
- 嘉央諾布. Centennial of a Historic Tibetan Victory over a Chinese Invasion Force （页面存档备份，存于）
- 康藏纠纷档案选编 （页面存档备份，存于）